# Catherine Isabella Dodd
Catherine Isabella Dodd (Birmingham, 8 de abril de 1860 — Londres, 13 de novembro de 1932) foi uma educadora, romancista e escritora inglesa.